# Josep-Lluís Serrano Pentinat
Josep-Lluís Serrano Pentinat (n. 19 martie 1977, Tivissa, Catalonia, Spania) este un prelat⁠(d) spaniol al Bisericii Catolice, care ocupă funcția de episcop coadjutor al Diecezei de Urgell din 2024, având dreptul de a-i succeda lui Joan Enric Vives Sicília ca episcop de Urgell și coprincipe al Andorrei. A devenit cel mai tânăr episcop al Spaniei. Serrano a lucrat în serviciul diplomatic al Sfântului Scaun între 2012 și 2024.

## Biografie
Josep-Lluís Serrano Pentinat s-a născut pe 19 martie 1977 în Tivissa, Spania. Este vorbitor fluent de spaniolă, catalană, franceză, engleză, italiană și portugheză. A intrat în seminarul minor din Tortosa la vârsta de 14 ani, iar în 1995 a intrat în seminarul mare. A studiat la Facultatea de Teologie din Catalonia, Barcelona, unde a obținut o diplomă de licență în teologie în 2001. Serrano a fost hirotonit ca diacon în 2001 și a servit în această funcție timp de un an la parohia Adormirea Maicii Domnului din Amposta. Pe 21 aprilie 2002, a fost hirotonit preot de către Episcopul Xavier Salinas i Vinyals în Catedrala din Tortosa.
Serrano a slujit ca preot în trei parohii rurale, la Palma d'Ebre, la Bisbal de Montsant și Margalef, între 2002 și 2005. A studiat teologia dogmatică la Universitatea Pontificală Gregoriană între 2005 și 2007, obținând o licență în 2007. Revenind în Tortosa, a fost preot în parohiile Sant Andreu și Sant Pere, ambele situate în municipalitatea Vandellòs i l'Hospitalet de l'Infant. Între 2008 și 2009, a slujit, de asemenea, ca moderator al Unității Pastorale Costa Nord. A fost lector la Seminarul Mare din Tortosa din 2007 până în 2009.
Serrano a studiat la Academia Pontificală Ecleziastică din Roma între 2009 și 2012, la Universitatea Pontificală Laterană, unde a obținut o licență în drept canonic în 2011, și la Universitatea Pontificală Gregoriană, unde a obținut un doctorat în teologia dogmatică în 2012, cu lucrarea „Palabra Sacramento y Carisma: La eclesiologia de E. Corecco”.
Serrano a fost secretar al Nunțiaturii din Mozambic între 2012 și 2016. A ocupat apoi funcția de secretar al Nunțiaturii din Nicaragua între 2016 și 2017 și al Nunțiaturii din Brazilia între 2017 și 2019. În 2019, a devenit consilier al Secțiunii pentru Afaceri Generale a Secretariatului de Stat, iar până în 2024 a fost secretar personal al Arhiepiscopului Edgar Peña Parra, Supleant pentru Secretariatul de Stat.
La 12 iulie 2024, Papa Francisc l-a numit pe Serrano episcop coadjutor al Diecezei de Urgell, devenind, la vârsta de 47 de ani, cel mai tânăr episcop din Catalonia. Odată cu demisia lui Joan Enric Vives Sicília, Serrano devine Episcop de Urgell și, astfel, Co-Principe al Andorrei. Numirea sa a pus capăt speculațiilor din presa locală conform cărora s-ar putea crea o dieceză dedicată doar Andorrei sau că s-ar putea schimba rolul episcopului ca co-principe. El a primit consacrarea episcopală pe 21 septembrie de la Arhiepiscopul Edgar Peña Parra.